# Пышкин, Александр Олегович
Александр Олегович Пышкин (рус. Александр Олегович Пышкин; род. 13 апреля 1987, Ленинград) — российский гандболист, выступает за клуб «Динамо-Сунгуль».

## Карьера

### Клубная
Александр Пышкин родился в городе Ленинграде. Воспитанник отделения гандбола СШОР № 1 Московского района (тренер О. Б. Пышкин) Выступал за клуб Университет Лесгафта-Нева, в составе которого Пышкин выигрывал серебряные медали чемпионата России. В 2015 году Александр Пышкин перешёл в французский клуб Chartres MHB 28. В 2016 году Пышкин перешёл в французский клуб Трамбле-ан-Франс. В 2017 году Александр Пышкин перешёл в австрийский клуб Тироль Хандбол.

## Международная карьера
Александр Пышкин выступал за сборную России.

## Награды
- Серебряный призёр чемпионата России: 2011, 2012, 2013, 2014
- Бронзовый призёр чемпионата России: 2015

## Статистика
| Сезон   | Клуб                      | Лига             | Матчи | Голы   | Голы   | Голы  |
| Сезон   | Клуб                      | Лига             | Матчи | С игры | 7-метр | Всего |
| ------- | ------------------------- | ---------------- | ----- | ------ | ------ | ----- |
| 2014-15 | Университет Лесгафта-Нева | Суперлига        | 27    | 54     | 0      | 54    |
| 2015-16 | Chartres MHB 28           | Division 1 (LNH) | 21    | 31     | 0      | 31    |